# Murailles de Viseu
Les murailles de Viseu faisaient partie des fortifications de la ville. Elles sont situées dans la freguesia de Santa Maria de Viseu , sur le territoire de la municipalité de Viseu (district de Viseu, Portugal),.
Il s'agit d'une enceinte du XVe siècle, de plan ovale et de tracé irrégulier, dont le périmètre est identifiable grâce aux vestiges conservés dans la zone urbaine. Elle comportait à l'origine sept portes, dont deux subsistent en arc brisé contenant des niches où reposaient les statues des saints qui les protégeaient.
Les murailles et les  portes sont classées Monument national depuis 1915.

## Historique

### Le mur romain
La première occupation humaine du site de Viseu remonte à un castro préhistorique, et l'on pense que le chef lusitanien Viriathe (180 av. J.-C. - 139 av. J.-C.) serait né dans cette région. En 137 av. J.-C., elle fut conquise par le consul Decimus Junius Brutus Callaicus, et la colonie prit de l'importance lorsque, lors de la romanisation de la péninsule Ibérique, un carrefour de voies romaines fut établi à cet endroit, comme en témoignent les différentes bornes milliaires trouvées dans la région.
À la fin du IIIe siècle, face à la menace des envahisseurs, il est possible que le périmètre de la muraille ait été réduit pour faciliter la défense de la ville. On pense qu'un tronçon de cette muraille et une tour semi-circulaire ont été découverts en mars 2004 sur la Rua Formosa, lors des travaux de rénovation de cette rue piétonne. Ces vestiges ont été transformés en musée et sont aujourd'hui visibles à travers une plaque de verre placée au niveau du sol. Trois tombes d'enfants, une pièce de monnaie et des pièces de poterie ont également été découvertes associées à la muraille.
Plus tard, avec le règne des Wisigoths à partir du VIe siècle, Viseu fut élevée au rang de ville, devenant le siège du diocèse de Viseu, et des pièces de monnaie wisigothiques y furent frappées au VIIe siècle.
Avec la domination musulmane d'Al-Andalus, à partir du début du VIIIe siècle, la ville fut connue sous le nom de Castro Vesense (vesi=wisigoth), restant fortifiée.

### Le château médiéval
À l'époque de la Reconquête chrétienne de la péninsule, la ville fut conquise au milieu du VIIIe siècle par les forces d'Alphonse Ier des Asturies, qui la laissèrent à l'abandon, dans le but d'éviter qu'elle ne serve de support à de nouvelles attaques musulmanes.
Réoccupée, au cours des siècles suivants sa possession oscillera entre musulmans et chrétiens, selon les avancées et les reculs de la ligne frontalière, jusqu'à être définitivement reconquise par les forces de Ferdinand le Grand, roi de León et de Castille (1057).
Avec la formation du comté de Portugal, Viseu fut, à plusieurs reprises, la résidence des comtes. Après la mort de son mari Henri de Bourgogne, Thérèse de León accorda la première charte à Viseu (1123). Une nouvelle charte, faisant allusion à un diplôme identique délivré précédemment par Afonso Henriques (1112-1185), fut accordée en 1187 parSanche Ier (1185-1211) et confirmée par Alphonse II (1211-1223), en 1217. Cette charte de Sanche II fait également référence à la « vieille ville », par opposition à un nouveau noyau démographiquement et économiquement développé.
Sous le règne du roi Ferdinand Ier (1367-1383), la Charte royale du 5 janvier 1370 nous informe que le château de Viseu fut remis aux habitants, le terme « château » désignant l'ensemble fortifié qui entourait la cathédrale d'origine et la vieille ville. Cette interprétation fut corroborée lorsque, quelques années plus tard, lors de la crise portugaise de 1383-1385, la ville fut pillée et incendiée par les troupes castillanes (1385).
.

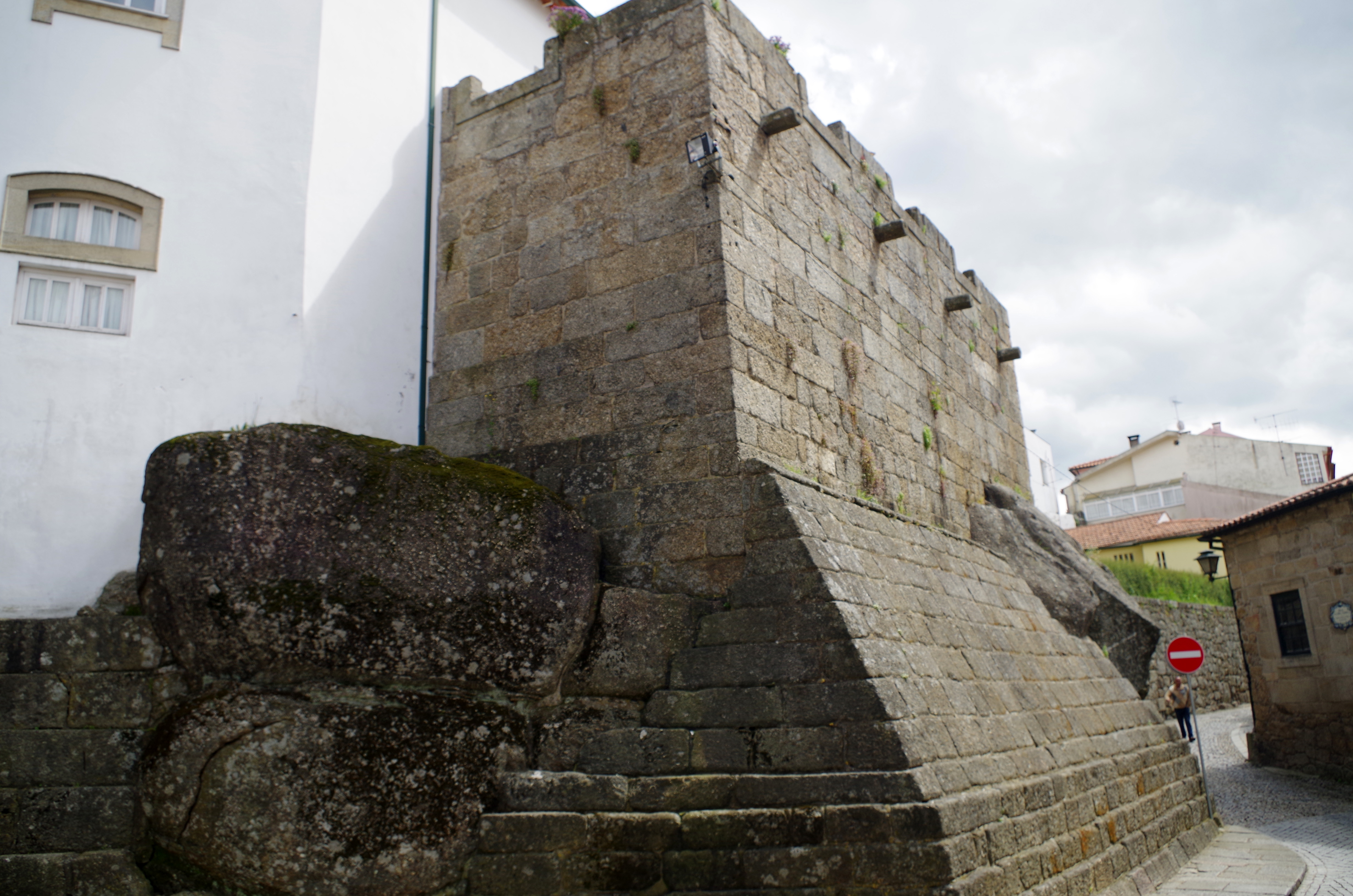
Une partie de la muraille

La ville, victime à quatre reprises desguerres fernandines dans le dernier tiers du XIVe siècle, fut de nouveau attaquée et incendiée par les troupes castillanes en 1396. À l'époque de Jean Ier (1385-1433), des travaux étaient en cours pour agrandir la muraille défensive, achevée seulement en 1472 sous le règne de D. Alphnse V (1438-1481), selon l'inscription épigraphique sur la Porta do Soar, le tissu urbain s'étendant déjà à l'extérieur des murs.
Après la prise de Ceuta, les domaines de Viseu furent donnés en 1415 au prince Henri le Navigateur, élevé alors au rang de duché. Plus tard, sous le règne du roi Manuel Ier (1495-1521), la ville reçut la Nouvelle Charte (1513), époque à laquelle commença l'expansion du tissu urbain.

### Description

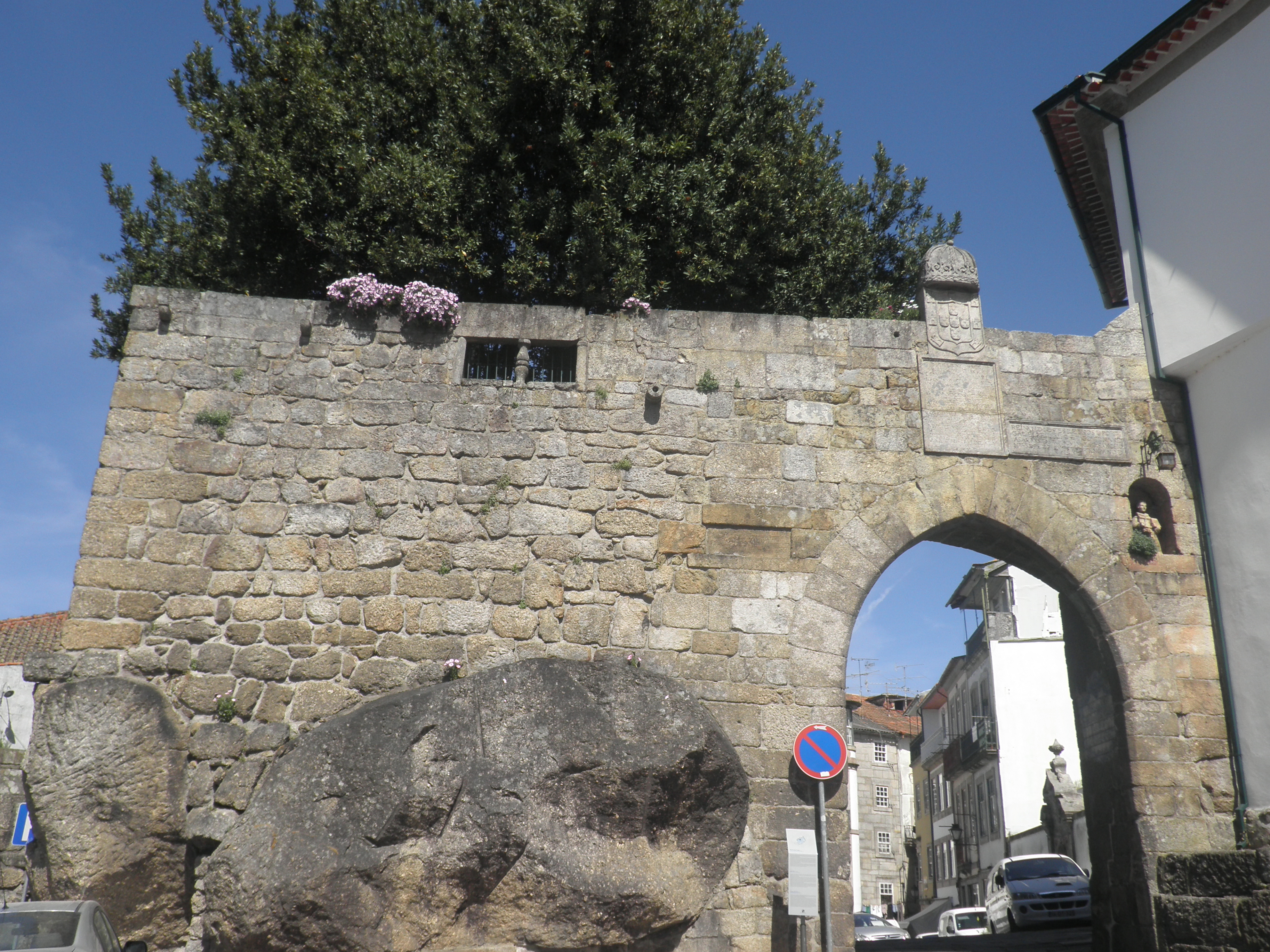
La Porta do Soar.

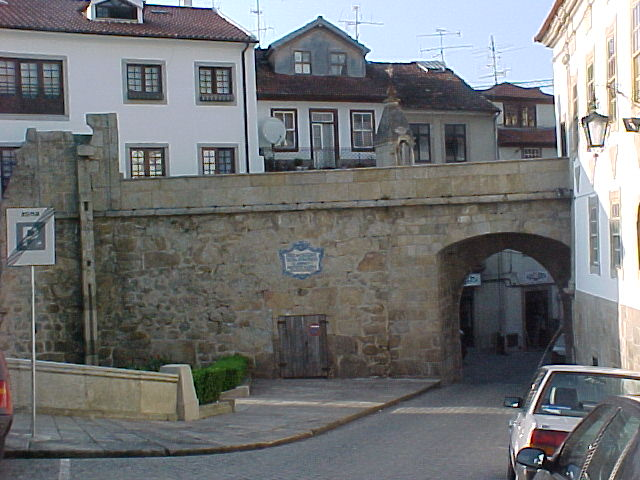
La Porta dos Cavaleiros.

Bien qu'il n'existe pas d'éléments permettant de comprendre de manière adéquate les étapes de destruction des murailles de Viseu qui ont commencé au XVIe siècle avec les travaux d'agrandissement de l'ancien palais épiscopal, des travaux de construction ultérieurs ont eu lieu, comme l'atteste l'inscription épigraphique sur la Porta dos Cavaleiros, datée de 1646.
Au milieu du XIXe siècle, la Chambre municipale ordonna la démolition des anciennes portes (1844) en vue de moderniser la ville. Les anciens remparts et portes de la ville de Viseu sont classés Monument National par Décret publié le 31 décembre 1915.
Bien que l'évolution du système défensif de Viseu ne soit pas suffisamment connue en raison de la dynamique du tissu urbain de la ville au cours des siècles, sous la dynastie Aviz, un mur de forme polygonale irrégulière a été construit.
L'inscription épigraphique sur la Porta do Soar (ou Porta de São Francisco), datée de 1472 , nous permet de comprendre que Alphonse V fut responsable de la reformulation de la structure défensive de la ville, en intégrant la clôture érigée sous son règne avec les deux clôtures plus anciennes.
De cette enceinte alphonsine, qui comportait à l'origine sept portes, subsistent la Porta dos Cavaleiros et la Porta do Soar, ainsi que les quelques pans de muraille qui subsistent. Aucune des tours d'origine n'a survécu.
La Porta do Soar, en arc brisé, à laquelle est adossée une petite partie de mur, marque l'axe principal de circulation de la vieille ville. À l'intérieur, une petite niche conserve l'image de saint François, patron de la porte, comme c'était la coutume aux entrées principales des forteresses de la fin du Moyen Âge.